# Westport (Kentucky)
Westport – jednostka osadnicza w Stanach Zjednoczonych, w stanie Kentucky, w hrabstwie Oldham.